# Daniel von Salis-Soglio
Daniel von Salis-Soglio (Coira, 19 febbraio 1826 – Coira, 19 settembre 1919) è stato un ingegnere e militare svizzero, a lungo ufficiale del genio militare dell'esercito austro-ungarico.

## Vita
Daniel von Salis-Soglio proveniva dalla nobile famiglia svizzera dei Salis, originaria del cantone dei Grigioni, ed era figlio di Emanuel von Salis-Soglio, colonnello svizzero, e Margareta Perpetua von Salis-Rietberg. Si laureò all'accademia di ingegneria il 22 settembre 1845, con il grado di tenente. Venne però promosso nel 1848 e ancora nel 1849, raggiungendo velocemente il grado di capitano (Hauptmann).
Nel 1859 partecipò alla seconda guerra d'indipendenza italiana, distinguendosi all'interno della 2ª Armata. Nel 1860 divenne maggiore e nel 1864 prese parte alla seconda guerra dello Schleswig come ufficiale del genio nel 2º Corpo d'armata austriaco, venendo promosso tenente colonnello. Nello stesso anno divenne direttore del genio a Graz. Nel 1866 fu comandante della fortezza di Rovigo e nel 1867 fu nominato direttore dei lavori di fortificazione in Alto Adige. Nel 1871 fu trasferito a Przemyśl e nel 1873 a Lemberg. Il 1º novembre 1874 fu promosso a maggior generale. Il 5 luglio 1876 fu nominato presidente del comitato tecnico-amministrativo militare e nel maggio 1879 fu promosso luogotenente feldmaresciallo (Feldmarschallleutnant). Nel 1880 fu nominato ispettore generale del genio. Infine il 12 luglio 1892 l'imperatore Francesco Giuseppe I approvò la domanda di pensionamento di von Salis-Soglio.